# Setodes puchkaraja
Setodes puchkaraja är en nattsländeart som beskrevs av Schmid 1987. Setodes puchkaraja ingår i släktet Setodes och familjen långhornssländor. Inga underarter finns listade i Catalogue of Life.